# Carole Pateman
Carole Pateman (née le 11 décembre 1940 dans le Sussex) est une féministe et politologue anglaise. Elle est professeure émérite à l'université de Californie à Los Angeles. En tant que professeure et chercheuse, elle a travaillé sur les théories féministes et les théories politiques, en particulier concernant la démocratie. Elle est connue pour ses critiques de la démocratie libérale et de ses apories.

## Biographie
Pateman est née à Sussex, en Angleterre. Elle a une carrière internationale, ayant vécu sur quatre continents et enseignant sur trois. En 1963, elle intègre l'université Ruskin, à Oxford. Elle obtient ensuite un doctorat de philosophie à l'université d'Oxford.
En 1972, elle devient maîtresse de conférences en théorie politique à l'université de Sydney. Depuis 1990, Pateman enseigne au département de science politique de l'Université de Californie à Los Angeles (UCLA), dans lequel elle est désormais professeure émérite en 1993. Elle est également professeure émérite à la School of European Studies de l'université de Cardiff.
À la même époque, elle milite pour des usines participatives et auto-gérées.
De 1991 à 1994, Pateman est la première femme présidente de l'Association internationale de science politique. En 2007, elle devient membre de la British Academy. De 2010 à 2011, elle est la première femme à présider l'American Political Science Association,.
De 1993 à 1994, Pateman obtient la Bourse Guggenheim. En 2012, elle reçoit le Prix Johan Skytte. L'Association australienne de science politique décerne le prix Carole Pateman, tous les deux ans, au meilleur livre publié sur le genre et la politique.
Dans son ouvrage le plus célèbre, Le contrat sexuel (1988), Pateman explique que le contrat social imaginé par John Locke ou Jean-Jacques Rousseau, exclut les femmes. Aussi bien le contrat de mariage que le contrat de prostitution ou le contrat de travail ont été historiquement des instruments d'assujettissement des femmes. Le contrat social est donc fondé sur un contrat sexuel antérieur : la subordination systématique de la femme à l'homme.

## Œuvres
- (en) Carole Pateman, Participation and democratic theory, Cambridge England, Cambridge University Press, 1970 (ISBN 978-0-521-29004-3)
- (en) Carole Pateman, The problem of political obligation : a critical analysis of liberal theory, Chichester New York, Wiley, 1979 (ISBN 978-0-471-99699-6)
- (en) Carole Pateman, The problem of political obligation : a critique of liberal theory, Cambridge, Polity in association with Blackwell, 1985 (ISBN 978-0-7456-0135-9)
- (en) Carole Pateman, The sexual contract, Cambridge, Polity Press, 1988 (ISBN 978-0-7456-0432-9)
- (en) Carole Pateman, The disorder of women : democracy, feminism, and political theory, Stanford, California, Stanford University Press, 1989 (ISBN 978-0-8047-1765-6)
- (en) Carole Pateman, Keith Dowding et Robert E. Goodin, Justice and democracy : essays for Brian Barry, Cambridge New York, Cambridge University Press, 2004 (ISBN 978-0-521-83695-1)
- (en) Carole Pateman et Charles W. Mills, Contract and domination, Cambridge, Polity Press, 2007 (ISBN 978-0-7456-4004-4)
- (en) Carole Pateman et Marian Sawer, Australasian Political Studies Association directory of women political scientists 1980, Canberra, Australasian Political Studies Association, 1980 (OCLC 220934996)
- (en) Carole Pateman et Jacqueline Goodnow, Women, social science and public policy, Sydney London, Allen & Unwin, 1985 (ISBN 978-0-86861-685-8)
- (en) Carole Pateman et Mary Lyndon Shanley, Feminist interpretations and political theory, University Park, Pennsylvania State University Press, 1991 (ISBN 978-0-271-00742-7)
- (en) Carole Pateman et Matthew C. Murray, Basic income worldwide horizons of reform, Houndmills, Basingstoke New York, New York, Palgrave Macmillan, 2012 (ISBN 978-0-230-28542-2)
- (en) Carole Pateman et Elizabeth Gross, Feminist challenges : social and political theory, Londres, Routledge, 2014, 2nd éd. (ISBN 978-1-138-00068-1) Original printed in 1986.

## Traduction
- Carole Pateman (trad. de l'anglais par Charlotte Nordmann, préf. Geneviève Fraisse, postface Eric Fassin), Le contrat sexuel, Paris, La Découverte, 2010, 332 p. (ISBN 978-2-7071-6429-2), p. 336